# هارمنی (کارولینای شمالی)
هارمنی (به انگلیسی: Harmony) شهری در ایالت کارولینای شمالی کشور ایالات متحده آمریکا است که جمعیت آن در سرشماری سال ۲۰۱۰ میلادی، ۵۳۱ نفر بوده‌است.